# Лінді (регіон)
Лінді (англ. Lindi) — один з 31 регіону  Танзанії. Має площу близько 67 000 км², за переписом 2012 року його населення становило 864 652 осіб. Адміністративним центром є місто Лінді.

## Географія
Розташований на південному сході країни, має вихід до Індійського океану. На території регіону знаходиться Національний парк Селус.

## Адміністративний поділ
Адміністративно область поділена на 6 округів:
- Лівале
- Кілва
- Руангва
- Начингвеа
- Лінді-місто
- Лінді-село